# 4e étape du Tour d'Espagne 2017
La 4e étape du Tour d'Espagne 2017 se déroule le mardi 22 août 2017, entre Escaldes-Engordany et Tarragone, sur une distance de 198,2 kilomètres.

## Résultats

### Classement de l'étape
| \| Classement de l'étape \| Classement de l'étape \| Classement de l'étape \| Classement de l'étape \| Classement de l'étape \| \| Coureur \| Coureur \| Pays \| Équipe \| Temps \| \| --------------------- \| --------------------- \| --------------------- \| --------------------- \| --------------------- \| \| 1er \| Matteo Trentin \| Italie \| Quick-Step Floors \| 4 h 43 min 57 s \| \| 2e \| Juan José Lobato \| Espagne \| LottoNL-Jumbo \| + 0 s \| \| 3e \| Tom Van Asbroeck \| Belgique \| Cannondale-Drapac \| + 0 s \| \| 4e \| Edward Theuns \| Belgique \| Trek-Segafredo \| + 0 s \| \| 5e \| Jens Debusschere \| Belgique \| Lotto-Soudal \| + 0 s \| \| 6e \| Sacha Modolo \| Italie \| UAE Team Emirates \| + 0 s \| \| 7e \| Lorrenzo Manzin \| France \| FDJ \| + 0 s \| \| 8e \| Søren Kragh Andersen \| Danemark \| Team Sunweb \| + 0 s \| \| 9e \| Youcef Reguigui \| Algérie \| Dimension Data \| + 0 s \| \| 10e \| Jetse Bol \| Pays-Bas \| Manzana Postobón \| + 0 s \| |                      |          |                   |                 |
| |                      |          |                   |                 |
| Source : ProCyclingStats |                      |          |                   |                 |
| Classement de l'étape |                      |          |                   |                 |
| Coureur | Coureur              | Pays     | Équipe            | Temps           |
| 1er | Matteo Trentin       | Italie   | Quick-Step Floors | 4 h 43 min 57 s |
| 2e | Juan José Lobato     | Espagne  | LottoNL-Jumbo     | + 0 s           |
| 3e | Tom Van Asbroeck     | Belgique | Cannondale-Drapac | + 0 s           |
| 4e | Edward Theuns        | Belgique | Trek-Segafredo    | + 0 s           |
| 5e | Jens Debusschere     | Belgique | Lotto-Soudal      | + 0 s           |
| 6e | Sacha Modolo         | Italie   | UAE Team Emirates | + 0 s           |
| 7e | Lorrenzo Manzin      | France   | FDJ               | + 0 s           |
| 8e | Søren Kragh Andersen | Danemark | Team Sunweb       | + 0 s           |
| 9e | Youcef Reguigui      | Algérie  | Dimension Data    | + 0 s           |
| 10e | Jetse Bol            | Pays-Bas | Manzana Postobón  | + 0 s           |

### Points attribués
| Sprint intermédiaire - Valls (km 167,8) | Sprint intermédiaire - Valls (km 167,8) | Sprint intermédiaire - Valls (km 167,8) | Sprint intermédiaire - Valls (km 167,8) | Sprint intermédiaire - Valls (km 167,8) |
| --------------------------------------- | --------------------------------------- | --------------------------------------- | --------------------------------------- | --------------------------------------- |
|                                         | Coureur                                 | Pays                                    | Équipe                                  | Point(s)                                |
| 1er                                     | Diego Rubio Hernández                   | Espagne                                 | Caja Rural-Seguros RGA                  | 4                                       |
| 2e                                      | Stéphane Rossetto                       | France                                  | Cofidis                                 | 2                                       |
| 3e                                      | Wout Poels                              | Pays-Bas                                | Sky                                     | 1                                       |
| modifier                                |                                         |                                         |                                         |                                         |

| Arrivée d'étape - Tarragone (km 198,2) | Arrivée d'étape - Tarragone (km 198,2) | Arrivée d'étape - Tarragone (km 198,2) | Arrivée d'étape - Tarragone (km 198,2) | Arrivée d'étape - Tarragone (km 198,2) |
| -------------------------------------- | -------------------------------------- | -------------------------------------- | -------------------------------------- | -------------------------------------- |
|                                        | Coureur                                | Pays                                   | Équipe                                 | Point(s)                               |
| 1er                                    | Matteo Trentin                         | Italie                                 | Quick-Step Floors                      | 25                                     |
| 2e                                     | Juan José Lobato                       | Espagne                                | Lotto NL-Jumbo                         | 20                                     |
| 3e                                     | Tom Van Asbroeck                       | Belgique                               | Cannondale-Drapac                      | 16                                     |
| 4e                                     | Edward Theuns                          | Belgique                               | Trek-Segafredo                         | 14                                     |
| 5e                                     | Jens Debusschere                       | Belgique                               | Lotto-Soudal                           | 12                                     |
| 6e                                     | Sacha Modolo                           | Italie                                 | UAE Emirates                           | 10                                     |
| 7e                                     | Lorrenzo Manzin                        | France                                 | FDJ                                    | 9                                      |
| 8e                                     | Søren Kragh Andersen                   | Danemark                               | Sunweb                                 | 8                                      |
| 9e                                     | Youcef Reguigui                        | Algérie                                | Dimension Data                         | 7                                      |
| 10e                                    | Jetse Bol                              | Pays-Bas                               | Manzana Postobón                       | 6                                      |
| 11e                                    | Jonas Van Genechten                    | Belgique                               | Cofidis                                | 5                                      |
| 12e                                    | Michael Schwarzmann                    | Allemagne                              | Bora-Hansgrohe                         | 4                                      |
| 13e                                    | Tobias Ludvigsson                      | Suède                                  | FDJ                                    | 3                                      |
| 14e                                    | Daniel Oss                             | Italie                                 | BMC Racing                             | 2                                      |
| 15e                                    | Adam Blythe                            | Royaume-Uni                            | Aqua Blue Sport                        | 1                                      |
| modifier                               |                                        |                                        |                                        |                                        |

|   | Coureur               | Pays     | Équipe                 | Secondes |
| - | --------------------- | -------- | ---------------------- | -------- |
| 1 | Diego Rubio Hernández | Espagne  | Caja Rural-Seguros RGA | 3 s      |
| 2 | Stéphane Rossetto     | France   | Cofidis                | 2 s      |
| 3 | Wout Poels            | Pays-Bas | Sky                    | 1 s      |

|   | Coureur          | Pays     | Équipe            | Secondes |
| - | ---------------- | -------- | ----------------- | -------- |
| 1 | Matteo Trentin   | Italie   | Quick-Step Floors | 10 s     |
| 2 | Juan José Lobato | Espagne  | Lotto NL-Jumbo    | 6 s      |
| 3 | Tom Van Asbroeck | Belgique | Cannondale-Drapac | 4 s      |

### Cols et côtes
| \| Alto de Belltall (km 66,2) 3e catégorie (13 km à 2,8%) \| Alto de Belltall (km 66,2) 3e catégorie (13 km à 2,8%) \| Alto de Belltall (km 66,2) 3e catégorie (13 km à 2,8%) \| Alto de Belltall (km 66,2) 3e catégorie (13 km à 2,8%) \| Alto de Belltall (km 66,2) 3e catégorie (13 km à 2,8%) \| \| ------------------------------------------------------ \| ------------------------------------------------------ \| ------------------------------------------------------ \| ------------------------------------------------------ \| ------------------------------------------------------ \| \| \| Coureur \| Pays \| Équipe \| Point(s) \| \| 1er \| Stéphane Rossetto \| France \| Cofidis \| 3 \| \| 2e \| Diego Rubio Hernández \| Espagne \| Caja Rural-Seguros RGA \| 2 \| \| 3e \| Juan Felipe Osorio \| Colombie \| Manzana Postobón \| 1 \| \| modifier \| \| \| \| \| |                       |          |                        |          |
| Alto de Belltall (km 66,2) 3e catégorie (13 km à 2,8%) |                       |          |                        |          |
| | Coureur               | Pays     | Équipe                 | Point(s) |
| 1er | Stéphane Rossetto     | France   | Cofidis                | 3        |
| 2e | Diego Rubio Hernández | Espagne  | Caja Rural-Seguros RGA | 2        |
| 3e | Juan Felipe Osorio    | Colombie | Manzana Postobón       | 1        |
| modifier |                       |          |                        |          |

## Classements à l'issue de l'étape

### Classement général
| \| Classement général \| Classement général \| Classement général \| Classement général \| Classement général \| \| Coureur \| Coureur \| Pays \| Équipe \| Temps \| \| ------------------ \| ------------------ \| ------------------ \| ------------------ \| ------------------ \| \| 1er \| Christopher Froome \| Royaume-Uni \| Team Sky \| 13 h 37 min 41 s \| \| 2e \| David de la Cruz \| Espagne \| Quick-Step Floors \| + 2 s \| \| 3e \| Nicolas Roche \| Irlande \| BMC Racing Team \| + 2 s \| \| 4e \| Tejay van Garderen \| États-Unis \| BMC Racing Team \| + 2 s \| \| 5e \| Vincenzo Nibali \| Italie \| Bahrain-Merida \| + 10 s \| \| 6e \| Esteban Chaves \| Colombie \| Orica-Scott \| + 11 s \| \| 7e \| Fabio Aru \| Italie \| Astana \| + 38 s \| \| 8e \| Adam Yates \| Royaume-Uni \| Orica-Scott \| + 39 s \| \| 9e \| Romain Bardet \| France \| AG2R La Mondiale \| + 48 s \| \| 10e \| Simon Yates \| Royaume-Uni \| Orica-Scott \| + 48 s \| |                    |             |                   |                  |
| |                    |             |                   |                  |
| Source : ProCyclingStats |                    |             |                   |                  |
| Classement général |                    |             |                   |                  |
| Coureur | Coureur            | Pays        | Équipe            | Temps            |
| 1er | Christopher Froome | Royaume-Uni | Team Sky          | 13 h 37 min 41 s |
| 2e | David de la Cruz   | Espagne     | Quick-Step Floors | + 2 s            |
| 3e | Nicolas Roche      | Irlande     | BMC Racing Team   | + 2 s            |
| 4e | Tejay van Garderen | États-Unis  | BMC Racing Team   | + 2 s            |
| 5e | Vincenzo Nibali    | Italie      | Bahrain-Merida    | + 10 s           |
| 6e | Esteban Chaves     | Colombie    | Orica-Scott       | + 11 s           |
| 7e | Fabio Aru          | Italie      | Astana            | + 38 s           |
| 8e | Adam Yates         | Royaume-Uni | Orica-Scott       | + 39 s           |
| 9e | Romain Bardet      | France      | AG2R La Mondiale  | + 48 s           |
| 10e | Simon Yates        | Royaume-Uni | Orica-Scott       | + 48 s           |

### Classement par points
| Classement par points | Classement par points | Classement par points | Classement par points | Classement par points |
| Coureur               | Coureur               | Pays                  | Équipe                | Points                |
| --------------------- | --------------------- | --------------------- | --------------------- | --------------------- |
| 1er                   | Matteo Trentin        | Italie                | Quick-Step Floors     | 49 pts                |
| 2e                    | Vincenzo Nibali       | Italie                | Bahrain-Merida        | 31 pts                |
| 3e                    | Edward Theuns         | Belgique              | Trek-Segafredo        | 28 pts                |
| 4e                    | Yves Lampaert         | Belgique              | Quick-Step Floors     | 25 pts                |
| 5e                    | Tom Van Asbroeck      | Belgique              | Cannondale-Drapac     | 25 pts                |
| 6e                    | Sacha Modolo          | Italie                | UAE Team Emirates     | 22 pts                |
| 7e                    | David de la Cruz      | Espagne               | Quick-Step Floors     | 20 pts                |
| 8e                    | Juan José Lobato      | Espagne               | LottoNL-Jumbo         | 20 pts                |
| 9e                    | Christopher Froome    | Royaume-Uni           | Team Sky              | 18 pts                |
| 10e                   | Esteban Chaves        | Colombie              | Orica-Scott           | 17 pts                |

### Classement du meilleur grimpeur
| Classement du meilleur grimpeur | Classement du meilleur grimpeur | Classement du meilleur grimpeur | Classement du meilleur grimpeur | Classement du meilleur grimpeur |
| ------------------------------- | ------------------------------- | ------------------------------- | ------------------------------- | ------------------------------- |
|                                 | Coureur                         | Pays                            | Équipe                          | Point(s)                        |
| 1er                             | Davide Villella                 | Italie                          | Cannondale-Drapac               | 12 points                       |
| 2e                              | Alexandre Geniez                | France                          | AG2R La Mondiale                | 10 pts                          |
| 3e                              | Thomas De Gendt                 | Belgique                        | Lotto-Soudal                    | 10 pts                          |
| 4e                              | Christopher Froome              | Royaume-Uni                     | Sky                             | 5 pts                           |
| 5e                              | Darwin Atapuma                  | Colombie                        | UAE Emirates                    | 4 pts                           |
| 6e                              | Fabricio Ferrari                | Uruguay                         | Caja Rural-Seguros RGA          | 4 pts                           |
| 7e                              | Nicolas Roche                   | Irlande                         | BMC Racing                      | 3 pts                           |
| 8e                              | Stéphane Rossetto               | France                          | Cofidis                         | 3 pts                           |
| 9e                              | Esteban Chaves                  | Colombie                        | Orica-Scott                     | 3 pts                           |
| 10e                             | Rui Costa                       | Portugal                        | UAE Emirates                    | 2 pts                           |
| modifier                        |                                 |                                 |                                 |                                 |

### Classement du combiné
| Classement du combiné | Classement du combiné | Classement du combiné | Classement du combiné  | Classement du combiné |
| --------------------- | --------------------- | --------------------- | ---------------------- | --------------------- |
|                       | Coureur               | Pays                  | Équipe                 | Point(s)              |
| 1er                   | Christopher Froome    | Royaume-Uni           | Sky                    | 14 points             |
| 2e                    | Esteban Chaves        | Colombie              | Orica-Scott            | 25 pts                |
| 3e                    | Nicolas Roche         | Irlande               | BMC Racing             | 27 pts                |
| 4e                    | Romain Bardet         | France                | AG2R La Mondiale       | 35 pts                |
| 5e                    | Darwin Atapuma        | Colombie              | UAE Emirates           | 85 pts                |
| 6e                    | Diego Rosa            | Italie                | Sky                    | 89 pts                |
| 7e                    | Daniel Oss            | Italie                | BMC Racing             | 99 pts                |
| 8e                    | Stéphane Rossetto     | France                | Cofidis                | 111 pts               |
| 9e                    | Diego Rubio Hernández | Espagne               | Caja Rural-Seguros RGA | 197 pts               |
| modifier              |                       |                       |                        |                       |

### Classement par équipes
| Classement par équipes | Classement par équipes | Classement par équipes | Classement par équipes |
| Équipe                 | Équipe                 | Pays                   | Temps                  |
| ---------------------- | ---------------------- | ---------------------- | ---------------------- |
| 1re                    | Orica-Scott            | Australie              | 40 h 22 min 11 s       |
| 2e                     | Sky                    | Royaume-Uni            | + 1 min 05 s           |
| 3e                     | Astana                 | Kazakhstan             | + 1 min 56 s           |
| 4e                     | Movistar Team          | Espagne                | + 2 min 52 s           |
| 5e                     | Team Sunweb            | Allemagne              | + 2 min 55 s           |
| 6e                     | UAE Team Emirates      | Émirats arabes unis    | + 3 min 18 s           |
| 7e                     | AG2R La Mondiale       | France                 | + 7 min 08 s           |
| 8e                     | BMC Racing Team        | États-Unis             | + 8 min 05 s           |
| 9e                     | Dimension Data         | Afrique du Sud         | + 9 min 25 s           |
| 10e                    | Lotto-Soudal           | Belgique               | + 11 min 47 s          |